# 1837 en droit
Cet article présente les faits marquants de l'année 1837 en droit.

## Événements

### Mars
- 1er mars, Canada : Londres proclame les dix résolutions Russell et rejette les 92 résolutions du Parti patriote.
- Canada : assemblées populaires contre les résolutions Russell à Saint-Ours (7 mars) à Saint-Laurent et à Saint-Marc-sur-Richelieu (15 mai), à Stanbridge (Québec) (4 juillet).

### Juin
- 18 juin : nouvelle Constitution ultra-libérale en Espagne : création d’une chambre législative supplémentaire, introduction d’un système électoral à caractère national et reconnaissance des droits individuels.

### Août
- 2 août : le Congrès refuse l’annexion du Texas malgré le souhait de ses habitants.

### Décembre
- 5 décembre : proclamation de la loi martiale dans le district de Montréal.

## Décès
- 16 février : Ludwig Klüber, juriste allemand, professeur de droit aux universités d'Erlangen et de Heidelberg (° 10 novembre 1762).
- 12 juin : Louis-Joseph Faure, juriste français, avocat sous l'Ancien Régime, magistrat et jurisconsulte sous la Révolution et le Premier Empire, un des rédacteurs du code Napoléon († 5 mars 1760).